# 王建民 (1975年出生)
王建民（1975年9月12日—），马来西亚華裔政治人物，出生于吉隆坡，祖籍福建莆田市涵江镇埔尾村，民主行动党党员，曾出任国际贸易及工业部副部长、沙登及万宜国会议员。

## 政治生涯
王建民在未从政前曾在思特雅大学担任讲师，後於希望联盟政府时期曾经担任过马来西亚国际贸易及工业部副部长。2019年2月16日，王建民出席马星集团举办的新春团拜时指出，首相马哈迪·莫哈末4月的访华之行预计会为马来西亚吸引更多投资，尤其是马中关丹产业园。

## 個人生活
王建民拥有美国杜克大学政治学博士学位，他同时也还拥有剑桥大学的经济学硕士学位和伦敦经济学院的经济学学位。在此之前，他是一名亚细安奖学金得主，分别在新加坡Raffles Institution和Raffles Junior College完成“ O”和“ A”水平。
王建民有一位哥哥和一位妹妹。他在从小就在八打灵再也生活，父亲是为工程师。王建民于2004年结婚，暂无任何子女。王建民也是一位著名的跑步爱好者，经常能在大大小小的跑步活动中看见他的身影。他认为，人生不一定需要学术证书来确保一个人的成功，更重要的是一个人的生活态度和正直的行为。

## 选举成绩
| 年份 | 选区             | 候选人 | 候选人                | 得票数  | 得票率 | 竞选对手                   | 竞选对手           | 得票数 | 得票率 | 总票数  | 多数票 | 投票率 |
| ---- | ---------------- | ------ | --------------------- | ------- | ------ | -------------------------- | ------------------ | ------ | ------ | ------- | ------ | ------ |
| 2013 | 雪蘭莪 P102 沙登 |        | 王建民 （民主行动党） | 79,238  | 67.98% |                            | 叶炳汉（马华公会） | 37,032 | 31.77% | 118,314 | 42,206 | 88.87% |
| 2018 | 雪蘭莪 P102 万宜 |        | 王建民 （民主行动党） | 102,557 | 65.60% |                            | 廖润强（马华公会） | 19,766 | 12.64% | 157,933 | 68,768 | 88.33% |
| 2018 | 雪蘭莪 P102 万宜 |        | 王建民 （民主行动党） | 102,557 | 65.60% | 莫哈末沙菲益岳（伊斯兰党） | 33,789             | 21.61% |        | 157,933 | 68,768 | 88.33% |
| 2018 | 雪蘭莪 P102 万宜 |        | 王建民 （民主行动党） | 102,557 | 65.60% | 赵劲玮（人民党）           | 215                | 0.14%  |        | 157,933 | 68,768 | 88.33% |

## 外部連結
- 王建民的Facebook專頁
- 王建民的Instagram帳戶